# Hospital Psiquiátrico Provincial «Mercedes Sirvén Pérez»
El Hospital Psiquiátrico Provincial “Mercedes Sirvén Pérez” es un centro de salud ubicado en el municipio de Gibara. Se fundó el 28 de enero de 1989. En un inicio, su objeto social era la rehabilitación a pacientes con afecciones psiquiátricas crónicas. Luego se le incorporó a ese objetivo social la atención a alcohólicos y deambulantes.
Este hospital es el único de su tipo en la provincia de Holguin. Se encuentra ubicado en el kilómetro 1 del camino de Las Caobas, con una capacidad aprobada para 150 camas distribuidas en 7 salas. Abarca una extensión de 300 metros cuadrados, limita al norte, este y oeste con 2 zonas llenas de malezas y escasa vegetación, en las cuales existen algunos sembrados estatales y particulares, al sur con el Camino de las Caobas y el sembrado de autoconsumo de hospital que abarca toda el área del frente.
Su nombre proviene de Mercedes Sirvén Pérez Puelles (1872-1948), la primera farmacéutica de Cuba. Fue la única mujer cubana que durante las guerras de independencia de Cuba alcanzó el grado de comandante del Ejército Libertador.

## Objetivos
La base de la atención médica radica en la atención a pacientes con trastornos mentales crónicos, alcohólicos y reambulantes cuya función básica es la rehabilitación. Cuenta con los recursos necesarios para brindar dichas actividades. Tiene una farmacia que presta servicios 8 horas y en la que se producen 11 renglones de medicina verde, contando además con los servicios de una clínica del dolor donde se brindan tratamientos acupunturales. La atención al paciente es prestada por el equipo de salud mental al cual pertenecen la enfermera, el médico, el terapeuta y el auxiliar de atención a pacientes, siendo 20 el total de pacientes por sala.

## Misión
Es la única institución de la provincia que presta servicios de rehabilitación a pacientes crónicos, brindando atención integral e integrada al individuo, propiciando la participación comunitaria y la autogestión en correspondencia con criterios de prioridad del riesgo epidemiológico de los diferentes grupos vulnerables con la utilización eficiente de los recursos materiales y financieros disponibles, recursos humanos motivados y con actualizada capacitación, promoviendo un grado de satisfacción favorable basado en los principios de la ética médica de la Revolución cubana.

## Visión
Institución dirigida a la atención de pacientes con afecciones psiquiatritas, logramos un servicio de excelente calidad y con alta resolutividad logrando la satisfacción plena de los pacientes, familiares y trabajadores, con una base intersectorial fortalecida, donde se desarrolle un perfeccionamiento continuo de la calidad a través de la fijación de los objetivos con énfasis de grupo.
- Datos: Q5902827